# Глибока (річка)
Глибо́ка — мала річка в Україні, в межах Саратського і Татарбунарського районів Одеської області. Впадає до лиману Хаджидер (басейн Чорного моря).

## Опис
Довжина 20 км, площа басейну 80,3 км². Долина неглибока. Річище слабозвивисте, часто пересихає (інколи пропадає зовсім).

## Розташування
Глибока бере початок на захід від села Великомар'янівки. Тече переважно на південь. Впадає до лиману (озера) Хаджидер західніше села Безім'янки.